# Orchidaceae Brasilienses
Orchidaceae Brasilienses (abreviado Orchidaceae Brasil.) es un libro con ilustraciones y descripciones botánicas que fue escrito  en portugués, inglés y alemán conjuntamente por Guido Frederico João Pabst y Fritz Dungs y publicado en Hildesheim en 2 volúmenes en los años 1975 y 1977.
Muestra la actualización de todas las especies de orquídeas naturales de Brasil hasta la fecha de su publicación. Son 826 páginas que presenta una breve biografía de cada coleccionista de orquídeas y académico involucrado con las especies brasileñas y contiene la clasificación de 2.283 plantas, la mayoría con ilustraciones.
Aunque no está presente la descripción de cada especie, sigue siendo el libro más reciente en abordar de forma exhaustiva esta materia, convirtiéndose así en una primera referencia para aquellos que buscan sólo la identidad de cualquiera de las Orchidaceae de Brasil.